# غوار (تبريز)
غوار هي قرية في مقاطعة تبريز، إيران. عدد سكان هذه القرية هو 175 في سنة 2006.